# Ben O’Connor (Radsportler)
Ben Alexander O’Connor (* 25. November 1995 in Perth) ist ein australischer Radrennfahrer.

## Sportliche Karriere
O’Connor begann seine internationale Karriere beim australischen Continental Team Navitas Satalyst. 2016 wechselte er zur Mannschaft Avanti Isowhey Sport und belegte bei den australischen Zeitfahrmeisterschaften der U23 den dritten Rang. Anschließend gewann er für sein Team die vierte Etappe und die Gesamtwertung des New Zealand Cycle Classic und damit seine ersten Rennen des internationalen Kalenders. Bei der Tour de Taiwan 2016 wurde er Gesamtdritter.
Im Jahr 2017 wechselte O’Connor zum UCI WorldTeam Dimension Data, für das er 2017 eine Etappe der Österreich-Rundfahrt und 2018 eine Etappe und die Nachwuchswertung der Tour of the Alps gewann. Beim anschließenden Giro d’Italia 2018, seiner ersten Grand Tour, schied er auf Rang 12 der Gesamtwertung liegend nach einem Sturz, bei dem er sich das Schlüsselbein brach, auf der 19. Etappe aus. Beim Giro d’Italia 2019 belegte er den 32. Rang in der Gesamtwertung, ehe er die Vuelta a España 2019 auf Jahr Platz 25 beendete. Dazwischen wurde er Gesamtsechster der Österreich-Rundfahrt und wurde hinter Ben Hermans Zweiter der Glockner-Etappe, die beim Fuscher Törl zu Ende ging.
Im Frühjahr der Saison 2020 gewann er beim Étoile de Bessèges die Bergankunft auf dem Mont Bouquet, ehe aufgrund der COVID-19-Pandemie eine längere Rennpause folgte. Im Oktober ging er bei seinem dritten Giro d’Italia an den Start und gewann die 17. Etappe, die mit einer Bergankunft in Madonna di Campiglio endete. Bereits am Vortag war er Etappenzweiter hinter dem Slowenen Jan Tratnik geworden. Am Ende der Italien-Rundfahrt belegte er den 20. Rang in der Gesamtwertung.
Im Jahr 2021 wechselte Ben O’Connor zum französischen AG2R Citroën Team, das ihm nach dem aus seiner früheren Mannschaft einen einjährigen Vertrag anbot. Bereits im Frühjahr zeigte er mit mehreren Top-10-Platzierungen in den Gesamtklassements auf und erhielt eine Vertragsverlängerung um weitere drei Jahre. Zudem wurde er für die Tour de France 2021 nominiert. Nachdem er bereits auf der 1. Etappe viel Zeit verloren hatte, ging er auf der 9. Etappe in die Ausreißergruppe und gewann die Bergankunft in Tignes, wobei er sich im Schlussanstieg gegen die beiden Kolumbianer Nairo Quintana und Sergio Higuita durchsetzte. Weiters rückte er in der Gesamtwertung auf den zweiten Rang vor und lag etwas mehr als zwei Minuten hinter dem Gesamtführenden Tadej Pogačar. Im weiteren Verlauf der Rundfahrt fokussierte er sich auf das Gesamtklassement und beendete seine erste Tour de France schlussendlich auf dem vierten Platz.
Nach seinem Erfolg im Vorjahr stieg Ben O’Connor im Jahr 2022 zum Kapitän der französischen Mannschaft auf. Nach einem Etappensieg bei der Katalonien-Rundfahrt gewann er mit der Tour du Jura Cycliste erstmals ein Eintagesrennen, ehe er in Vorbereitung auf die Tour de France 2022 dritter des Critérium du Dauphiné wurde. Nach einem Sturz auf der 2. Etappe gab er die Frankreich-Rundfahrt jedoch bereits nach neun Tagen auf und fokussierte sich im Anschluss auf die Vuelta a España, die er als Gesamtachter beendete. Am Ende der Saison wurde er für die Straßenradsport-Weltmeisterschaften in seiner Heimat nominiert, erreichte das Ziel jedoch nicht.
Im Jahr 2023 konnte er seiner Leader-Rolle bei der Tour de France erneut nicht gerecht werden und beendete diese auf dem 17. Gesamtrang. Zuvor hatte er zum zweiten Mal in Folge den dritten Platz beim Critérium du Dauphiné belegt.
Bei seinem Saison-Einstand des Jahres 2024 gewann O’Connor die Murcia-Rundfahrt als Solist, ehe er die erste Bergankunft der UAE Tour 2024 auf dem Dschabal Jais für sich entschied. Nach Platz fünf bei Tirreno–Adriatico und Rang zwei bei der Tour of the Alps ging er beim Giro d’Italia als Kapitän an den Start. Er belegte den vierten Gesamtrang, wobei ihm rund eineinhalb Minuten auf die Podiumsplatzierungen fehlten. Für das olympische Straßenrennen wurde er nachnominiert, nachdem sich der eigentlich vorgesehene Lucas Plapp verletzt hatte. Nachdem am 1. August sein Wechsel zum australischen Team Jayco AlUla betätigt wurde, ging er bei der Vuelta a España 2024 als Kapitän an den Start. Bei der ersten Bergankunft verlor er mehr als eine Minute auf den siegreichen Primož Roglič, ehe er die 6. Etappe aus einer Ausreißergruppe gewann, wobei er die letzten 27 Kilometer als Solist zurücklegte. Im Ziel betrug sein Vorsprung auf die anderen Gesamtklassement-Fahrer rund sechseinhalb Minuten, womit er das Rote Trikot übernahm und die Rundfahrt nun mit einem Vorsprung von fast fünf Minuten anführte. Auf den nachfolgenden Etappen, büßte er gegenüber Primož Roglič stetig an Zeit ein und musste die Gesamtführung nach dem 19. Abschnitt abgeben. Er verteidigte jedoch seinen zweiten Gesamtrang und stand somit erstmals auf dem Podium einer Grand Tour. Im Straßenrennen der Straßenrad-Weltmeisterschaften in Zürich belegte er den zweiten Platz.

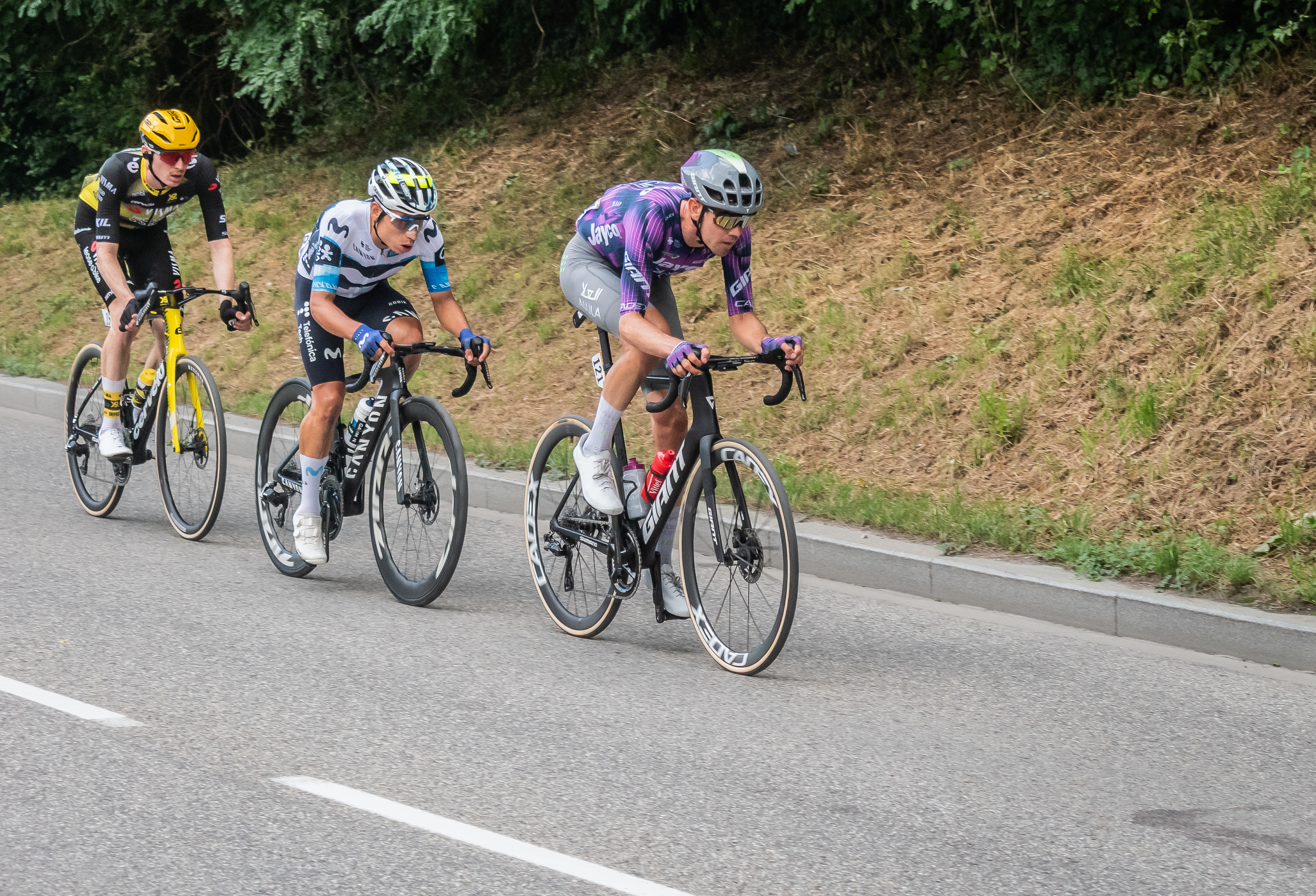
Ben O’Connor (rechts) auf der Königsetappe der Tour de France 2025

Im Jahr 2025 ging Ben O’Connor erneut bei der Tour de France an den Start. Nachdem er bereits in der ersten Woche wertvolle Zeit eingebüßt hatte, ging er vermehrt in Ausreißergruppen und beendete die 10. Etappe auf dem vierten Rang. Am Ende der Rundfahrt gewann er die 18. Etappe, die über den Col du Glandon und Col de la Madeleine führte und auf dem Col de la Loze zu Ende ging. Dabei setzte er sich vor dem letzten Anstieg gemeinsam mit Einer Rubio und Matteo Jorgenson von einer kleinen Spitzengruppe ab und löste sich rund 15 Kilometer vor dem Ziel von seinen beiden Begleitern. Zugleich rückte er auf den 10. Gesamtrang vor, den er jedoch am vorletzten Etappentag an den Franzosen Jordan Jegat abgeben musste.

## Erfolge
2016
- Gesamtwertung und eine Etappe New Zealand Cycle Classic

2017
- eine Etappe Österreich-Rundfahrt

2018
- eine Etappe und Nachwuchswertung Tour of the Alps

2020
- eine Etappe Étoile de Bessèges
- eine Etappe Giro d’Italia

2021
- eine Etappe Tour de France

2022
- eine Etappe Katalonien-Rundfahrt
- Tour du Jura Cycliste

2024
- Murcia-Rundfahrt
- eine Etappe UAE Tour
- eine Etappe Vuelta a España
- Weltmeister – Mixed-Staffel
- Weltmeisterschaften - Straßenrennen

2025
- eine Etappe Tour de France

## Grand-Tour-Platzierungen
| Grand Tour            | 2018 | 2019 | 2020 | 2021 | 2022 | 2023 | 2024 | 2025 |
| --------------------- | ---- | ---- | ---- | ---- | ---- | ---- | ---- | ---- |
| Giro d’ItaliaGiro     | DNF  | 32   | 20   | –    | –    | –    | 4    | –    |
| Tour de FranceTour    | –    | –    | –    | 4    | DNF  | 17   | –    | 11   |
| Vuelta a EspañaVuelta | –    | 25   | –    | –    | 8    | –    | 2    |      |